# Simon Persson
Simon Persson (* 31. August 1991) ist ein ehemaliger schwedischer Skilangläufer.

## Werdegang
Persson trat bis 2012 bei Juniorenrennen an. Von 2012 bis 2018 nahm er vorwiegend am Scandinavian Cup teil. Dabei erreichte er im Februar 2014 in Madona mit dem 11. Platz im Sprint seine beste Platzierung. Sein erstes Weltcuprennen lief er im Februar 2012 in Szklarska Poręba, welches er mit dem 25. Platz im Sprint beendete und damit auch seine ersten Weltcuppunkte gewann. Sein bestes Weltcupeinzelergebnis erreichte er im März 2013 in Lahti und im Dezember 2013 in Davos mit dem neunten Rang im Sprint. Bei den schwedischen Skilanglaufmeisterschaften 2013 in Falun und 2014 in Umeå gewann er Bronze im Sprint. Letztmals im Weltcup startete er im Januar 2017 in Falun, wobei er den 23. Platz im Sprint errang.

## Weltcup-Statistik
Die Tabelle zeigt die erreichten Platzierungen im Einzelnen.
- 1.–3. Platz: Anzahl der Podiumsplatzierungen
- Top 10: Anzahl der Platzierungen unter den ersten zehn
- Punkteränge: Anzahl der Platzierungen innerhalb der Punkteränge
- Starts: Anzahl gelaufener Rennen in der jeweiligen Disziplin
- Hinweis: Bei den Distanzrennen erfolgt die Einordnung gemäß FIS.

| Platzierung         | Distanzrennen a | Distanzrennen a | Distanzrennen a | Distanzrennen a | Distanzrennen a | Skiathlon Verfolgung | Sprint | Etappen- rennen b | Gesamt | Team c | Team c  |
| Platzierung         | ≤ 5 km          | ≤ 10 km         | ≤ 15 km         | ≤ 30 km         | > 30 km         | Skiathlon Verfolgung | Sprint | Etappen- rennen b | Gesamt | Sprint | Staffel |
| ------------------- | --------------- | --------------- | --------------- | --------------- | --------------- | -------------------- | ------ | ----------------- | ------ | ------ | ------- |
| 1. Platz            |                 |                 |                 |                 |                 |                      |        |                   |        |        |         |
| 2. Platz            |                 |                 |                 |                 |                 |                      |        |                   |        |        |         |
| 3. Platz            |                 |                 |                 |                 |                 |                      |        |                   |        |        |         |
| Top 10              |                 |                 |                 |                 |                 |                      | 2      |                   | 2      | 2      |         |
| Punkteränge         |                 |                 |                 |                 |                 |                      | 9      |                   | 9      | 6      |         |
| Starts              |                 |                 |                 |                 |                 |                      | 20     |                   | 20     | 6      |         |
| Stand: Karriereende |                 |                 |                 |                 |                 |                      |        |                   |        |        |         |